# 上海荟聚

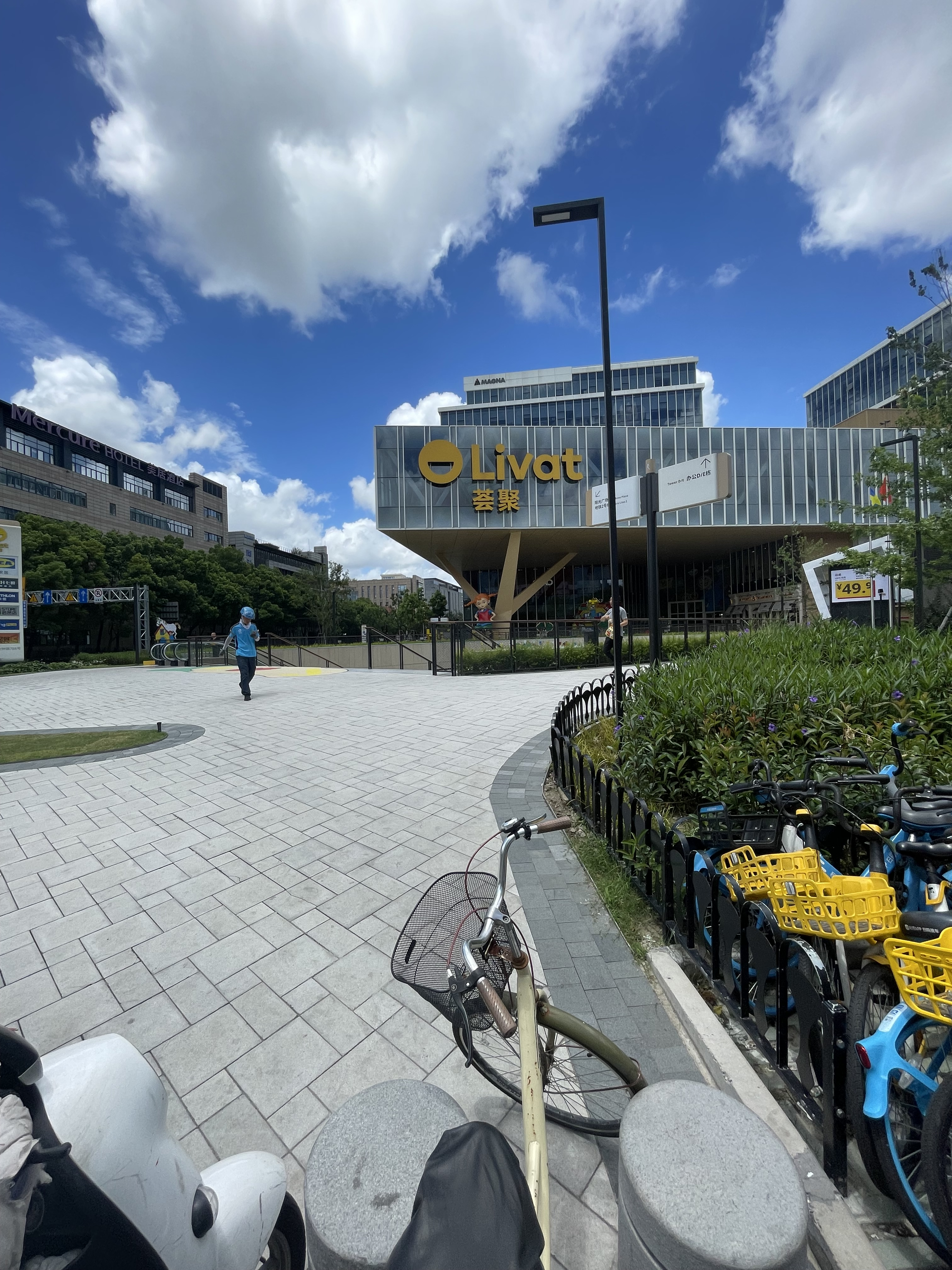
上海薈聚購物中心

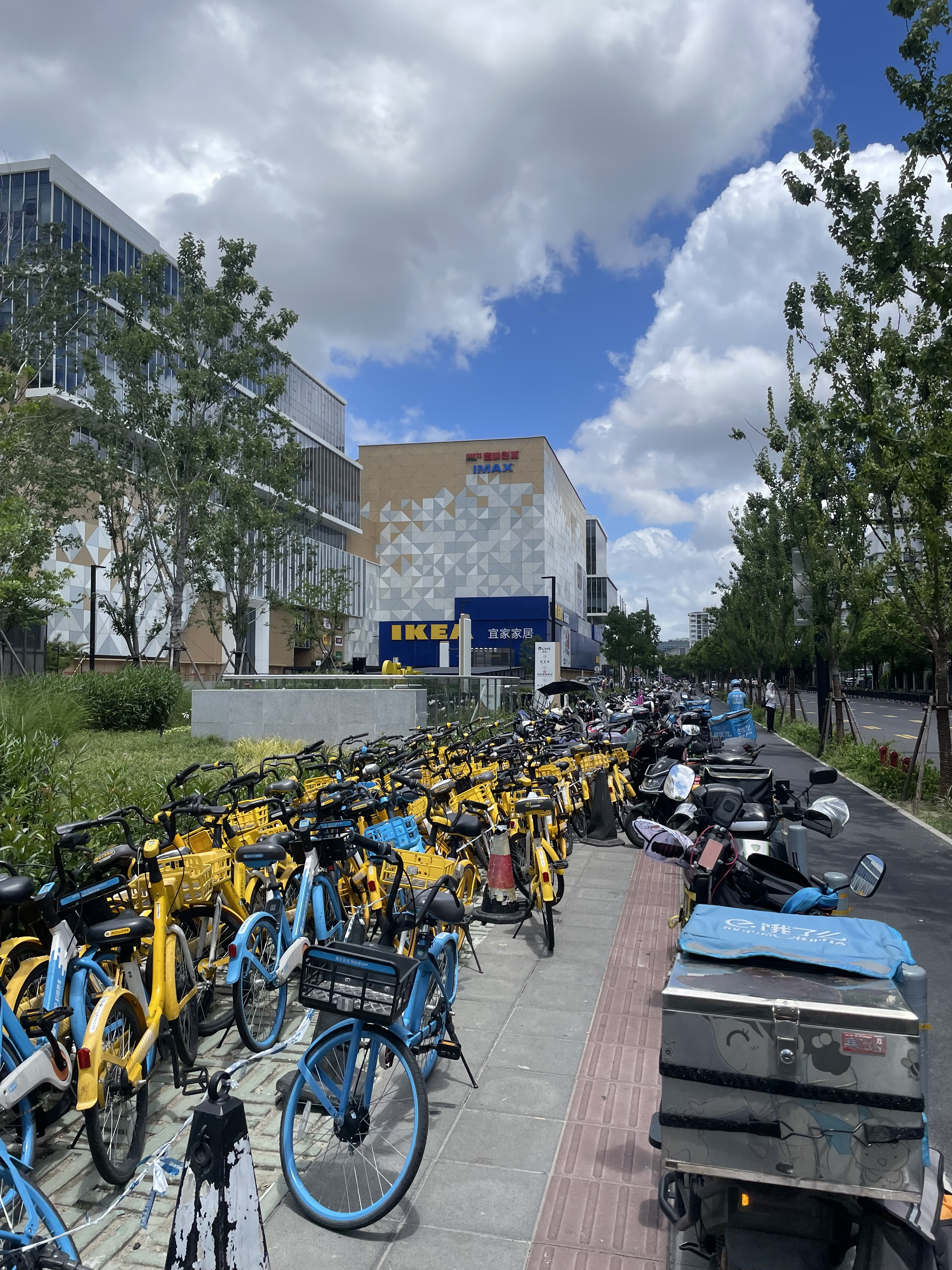
上海薈聚宜家店

上海荟聚（Livat Shanghai）是位於中國上海市長寧區临空经济园区福泉路金钟路路口的一個集商場和寫字樓為一體的商業綜合體，2024年9月26日开幕。上海荟聚建筑体量约43万平方米，包含上海荟聚（购物中心）、宜家临空商场以及5栋办公楼。項目建成時是英格卡在华单体投资最贵项目，也是英格卡在中国的第十座荟聚商場。